# Marlyon Rithe
Marlyon Rithe foi um político inglês no século XVI.
Rythe nasceu em Twickenham. Ele foi advogado de Lincoln's Inn e MP por Haslemere de 1584 a 1586. Rithe foi enterrado em Twickenham no dia 30 de maio de 1627.